# Музыка Боснии и Герцеговины

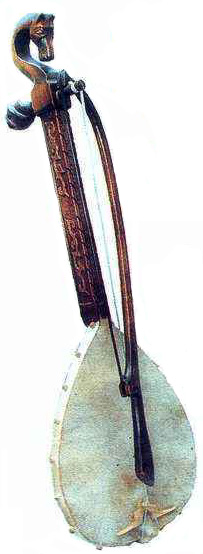
Гусле

Музыка Боснии и Герцеговины основана на традиционном устном творчестве босняков. Она также была подвержена различным иноземным влияниям.
В боснийских сёлах пользовались популярностью героические (юнацкие) песни, существовали мастера сольного эпического пения в сопровождении гуслы. Было распространено многоголосие. Почти в каждом горном боснийском селе был свой характерный стиль пения. На музыку горных селений оказала влияние мусульманская культура: поют только в доме, пение одноголосое, используются струнные инструменты и т. п. К традиционным боснийским инструментам относятся флейты (в том числе парные), трубы, язычковые (рожок, волынка, зурна), гусла, щипковые (тамбура, саз, шаргия), мембранофоны, идиофоны. Среди боснийских мусульман большой популярностью пользовались севдалинки — традиционный фольклорный жанр городской любовной песни.
В средние века на территории Боснии и Герцеговины пели менестрели. Первое упоминание о придворных музыкантах датировано 1408 годом. Музыкальные традиции, имевшие изначально славянскую основу, подверглись восточному влиянию в период турецкого владычества. Существовала и церковная музыка как восточного, так и западного обрядов. Музыканты-католики проходили обучение преимущественно в Италии. Одним из известнейших музыкантов того времени был Франьо Босанац (1-я половина XVI века).
Во время австро-венгерской оккупации музыка Боснии и Герцеговины была подвержена влиянию европейской музыкальной культуры. В 1881 году состоялся первый концерт в Баня-Луке, а позднее — в Сараеве. В Боснию и Герцеговину стали приезжать с гастролями иностранные музыканты. В 1886 году в Сараеве был создан Мужской певческий союз, которым долгое время руководил Йосип Ванцаш. Первым профессиональным композитором и дирижёром Боснии и Герцеговины был Ф. Мачеёвски, чех по национальности. К началу XX века местные музыканты стали объединяться в различные общества на национальной или конфессиональной основе.
В 1918 году Босния и Герцеговина стала частью Королевства сербов, хорватов и словенцев, что способствовало развитию музыкальной культуры. В Сараевском национальном театре ставились пьесы с музыкой, а начиная с сезона 1928/1929 и оперы. Композиторы занимались в основном обработкой национальной музыки и писали музыкальные пьесы на местные темы. Среди известных композиторов межвоенного периода: Б. Качеровски, Б. Юнгич, В. Милошевич, Я. Плецити, Ц. Рихтман, А. Пордес.
В 1946 году в Сараеве открылся Оперный театр. В 1948 году был создан симфонический оркестр Боснии и Герцеговины, а в 1962 году — симфонический оркестр радио и телевидения. В 1955 году открыла двери Музыкальная академия. В то время в музыке Боснии и Герцеговины по-прежнему преобладал фольклор, однако было также сильно влияние европейского неоклассицизма (Д. Шкерл) и авангардизма (В. Комадина).
К началу XXI века классические и современные оперы ставятся на сцене Сараевской оперы и Сараевского национального театра. Работают симфонические оркестры. Высшее музыкальное образование предоставляют Музыкальная академия и Академия исполнительских искусств (факультет Сараевского университета).  Ежегодные проходят международные мероприятия: фестиваль искусств «Сараевская зима», музыкальный и театральный фестиваль «Башчаршийские ночи», а также джазовый фестиваль. Продолжают пользоваться популярностью севдалинки, которые исполняются как фольклорными ансамблями, так и поп-группами. Среди известных современных исполнителей севдалинок — певицы Палдум, Ханка (род. 1956) и Лепа Брена (род. 1960). Большой популярностью пользуется музыкант и композитор Горан Брегович (род. 1950). Среди музыкальных коллективов Боснии и Герцеговины – рок-группы «Bijelo Dugme», «Divlje Jagode», панк-рок-группа «Zabranjeno Pušenje».